# Paul Krugman
Paul Robin Krugman (sinh ngày 28 tháng 2 năm 1953) là một nhà kinh tế học người Hoa Kỳ, giáo sư của Đại học Princeton. Chuyên ngành chính của ông là kinh tế học vĩ mô quốc tế. Ông là một đại biểu của trường phái kinh tế học Keynes mới.
Krugman sinh năm 1953 tại Long Island. Ông tốt nghiệp Đại học Yale chuyên ngành kinh tế học vào năm 1974, tốt nghiệp chương trình tiến sĩ kinh tế học tại Học viện Kỹ thuật Massachusetts vào năm 1977. Luận văn tiến sĩ của ông về mô hình khủng hoảng cán cân thanh toán là một đóng góp lớn cho lý luận kinh tế học quốc tế. Năm 1991, ông được Hội Kinh tế Hoa Kỳ tặng Giải John Bates Clark
Sau khi học xong, ông làm giảng viên tại các trường Đại học Yale, Đại học Stanford, LSE, MIT và Princeton. Ông tham gia nhiều hội đồng khoa học của Quỹ Tiền tệ Quốc tế, Ngân hàng Thế giới và Cộng đồng châu Âu. Ngoài công tác giảng dạy và nghiên cứu, ông còn tham gia viết các bài liên quan đến kinh tế với phương pháp tiếp cận bình dân cho tờ New York Times. Ông đã công bố trên 20 cuốn sách và hơn 200 bài nghiên cứu bao gồm cả những bài về kinh tế học cho đối tượng đọc giả là tầng lớp bình dân. Các công trình của ông thuộc vào loại được tham khảo và trích dẫn nhiều nhất thế giới. Theo đánh giá của dự án RePEc, Krugman là một trong 50 nhà kinh tế học xuất sắc nhất hiện nay. Cuốn giáo trình "Kinh tế học quốc tế: Lý thuyết và chính sách" của ông viết chung với Maurice Obstfeld là một trong những giáo trình kinh tế học quốc tế trình độ sơ cấp phổ biến nhất thế giới, hiện đã có bản thứ bảy.
Paul Krugman còn nổi tiếng vì phê phán mô hình tăng trưởng kinh tế ở Đông Á vào thời điểm (giữa thập niên 1990) mà Ngân hàng Thế giới coi nó là thần kỳ. Nhiều người coi sự phê phán của ông là một dự báo về khủng hoảng kinh tế Đông Á 1997. Ông cũng nổi tiếng vì phê phán tư tưởng về nền kinh tế mới khi mà tư tưởng này được rất nhiều người ca ngợi hồi cuối thập niên 1990, đầu thập niên 2000, phê phán chính sách kinh tế của Nhật Bản cuối thập niên 1990.
Năm 2008, ông được Ngân hàng Thụy Điển trao giải Nobel kinh tế học.

## Sức ảnh hưởng của ông
"Tôi không ngạc nhiên nếu thời điểm kinh tế Hoa Kỳ thoát khỏi suy thoái sẽ rơi vào thời gian nào đó của mùa hè này. Diễn biến xấu đang đến một cách chậm chạp hơn. Có lý do để nghĩ rằng chúng ta đang dần ổn định", ông nói.
Bài giảng của ông tại trường kinh tế London đã khiến giá dầu, đôla tăng trở lại. Thị trường chứng khoán Hoa Kỳ cũng thoát phiên giảm sâu nhờ bài giảng này.

## Liên kết
| Tìm hiểu thêm về Paul Krugman tại các dự án liên quan |                                   |
| Tìm kiếm Wiktionary                                   | Từ điển từ Wiktionary             |
| Tìm kiếm Commons                                      | Tập tin phương tiện từ Commons    |
| Tìm kiếm Wikinews                                     | Tin tức từ Wikinews               |
| Tìm kiếm Wikiquote                                    | Danh ngôn từ Wikiquote            |
| Tìm kiếm Wikisource                                   | Văn kiện từ Wikisource            |
| Tìm kiếm Wikibooks                                    | Tủ sách giáo khoa từ Wikibooks    |
| Tìm kiếm Wikiversity                                  | Tài nguyên học tập từ Wikiversity |

### Thông tin
- New York Times Paul Krugman index of columns
- Paul Krugman's The Conscience of a Liberal Blog
- KrugmanOnline.com sách các tính năng của Paul Krugman, một công cụ tìm kiếm tuỳ chỉnh, và tổng hợp nội dung từ các trang web.
- Paul Krugman's page on Academia.edu Lưu trữ ngày 14 tháng 10 năm 2008 tại Wayback Machine
- The Unofficial Paul Krugman Archive contains nearly all his pre-Times Select articles
- Paul Krugman (MIT) archives of his Slate and Fortune columns plus other writings 1996-2000
- IDEAS/RePEc
- Open Directory Project - Paul Krugman thư mục thể loại
- Paul Krugman Speaker Biography  Lưu trữ ngày 18 tháng 1 năm 2012 tại Wayback Machine ở trên World Business Forum trang web, nơi ông bình luận các sự kiện năm 2009

### Bình luận
- "The Partisan" - review of Krugman's The Conscience of a Liberal from The New York Review of Books (payment required)

### Truyền thông
- Video: "Hey, Paul Krugman (A song, A plea)" by Jonathan Mann (via rockcookiebottom.com)
- Video: Open Mind Interview, 2002: Part One, 2002,Part Two
- Audio: The New Class War In America Lưu trữ ngày 27 tháng 11 năm 2010 tại Wayback Machine featuring Amy Goodman, Paul Krugman, Greg Palast và Randi Rhodes recorded on ngày 13 tháng 6 năm 2006 at The New York Society for Ethical Culture, mp3 format, Video: alternate
- Video: Paul Krugman speaks at the World Affairs Council - Sept. 2007 Lưu trữ ngày 12 tháng 5 năm 2011 tại Wayback Machine
- Audio: Interview Lưu trữ ngày 29 tháng 8 năm 2008 tại Wayback Machine by Paul "Dr. Beardy" Krugman on Liberadio(!) with Mary Mancini and Freddie O'Connell, ngày 22 tháng 10 năm 2007
- Video: The Conscience of a Liberal Lưu trữ ngày 4 tháng 6 năm 2011 tại Wayback Machine (ngày 3 tháng 11 năm 2007) - lecture from Mr. Krugman's 2007 book tour.
- Video of debate/discussion with Paul Krugman and Mario Cuomo on Bloggingheads.tv